# Vimana
Vimana to drugi (obok Gouryelli) wspólny projekt Ferrego Corstena i DJ-a Tiësto.

## Single
- 1999 - We Came
- 2000 - Dreamtime